# 어메이징 뮤턴트
《어메이징 뮤턴트》(영어: Teenage Mutant Ninja Turtles III, PAL 지역과 스트리밍 제목은 영어: Turtles in Time)는 1993년 개봉한 미국의 슈퍼히어로 영화이다. 1991년 영화 《어메이징 닌자》의 속편이다.
2014년 시리즈 리부트작 《닌자터틀》이 개봉하였다.

## 출연진

### 실물
- 페이지 터코 - 에이프릴 오닐 역
- 엘리어스 커테이어스 - 케이시 존스 / 휫 역
- 스튜어트 윌슨 - 워커 역
- 존 에일워드 - 나일스 역
- 사브 시모노 - 성주 노리나가 역
- 비비언 우 - 미쓰(미추) 역
- 헨리 하야시 - 겐신(켄신) 역
- 트래비스 A. 문 - 요시 역
- 태드 호리노 - 할아버지 역
- 글렌 친 - 교도소장 역
- 고이치 사카모토 - 젊은 사제 역
- 필 총 - 라이더 역

### 목소리
- 브라이언 토치 - 레오나르도 역
- 코리 펠드먼 - 도나텔로 역
- 팀 켈러허 - 라파엘 역
- 로비 리스트 - 미켈란젤로 역
- 제임스 머리 - 스플린터 역

### 인형탈 연기
- 마크 카소 - 레오나르도 역
- 짐 러포자 - 도나텔로 역
- 맷 힐 - 라파엘 역
  - 박호성 - 라파엘 역 (무술, 스턴트)
- 데이비드 프레이저 - 미켈란젤로 역
- 제임스 머리 - 스플린터 역

## 기타 제작진
- 공동 제작: 테리 모스
- 협력 제작: 로버타 차우
- 배역: 다이앤 크리턴든
- 미술: 로이 포지 스미스
- 세트: 로널드 R. 라이스
- 의상: 하 응우옌, 도디 셰퍼드
- 음향 감독: 론 E. 벤더, 래리 켐프
- 특수 효과: 조지프 P. 머큐리오, 빈센트 몬터푸스코
- 시각 효과: 리처드 맬잔, 제프리 A. 오컨
- 제작 관리: 아트 레빈슨, 테리 모스
- 조감독: D. 스콧 이스턴, 마이클 윌리엄스, 필 듀폰트(크레디트 미기재)